# Heilig Hartkerk (Düsseldorf)
De Heilig Hartkerk (Herz-Jesu-Kirche) is een aan de Roßstraße gelegen kerk in Derendorf, een stadsdeel van Düsseldorf. Het gebouw werd in de jaren 1905-1907 gebouwd door de architect Josef Kleesattel en is de parochiekerk van de gelijknamige rooms-katholieke parochie in het aartsbisdom Keulen.

## Bouwgeschiedenis
De bekende kerkenarchitect Josef Kleesattel (1852-1926) ontwierp de kerk als enige van zijn bijna 50 ontworpen kerken in neogotische stijl. Met een hoogte van 102 meter was de toren destijds de hoogste kerktoren van Düsseldorf. Op 17 mei 1945 brak een wervelstorm echter de houten torenspits af. De in de oorlog opgelopen beschadigingen van 1944 werden in 1946 tot 1948 door Aloys Odenthal hersteld. 
Sinds de vroege jaren 1980 wordt er gewerkt aan de restauratie van de kerk. In 2001 kwam aan het licht dat de gewelven echter gebrekkig waren gerestaureerd en tekenen van instortingsgevaar toonden. De kerk moest voor een periode van vier jaar worden gesloten. In 2011 werd aan de toren ernstige schade door milieu-invloeden vastgesteld, nadat men reeds in 2010 gevallen stenen had gevonden op de galerij van de toren. In 2012 werd de toren geheel in de steigers gezet en gerestaureerd.

## Architectuur
De Heilig Hartkerk is een drieschepige basiliek in neogotische stijl. Het driebeukige kerkschip is 19 meter hoog en wordt overspannen met netgewelven. Het middenschip wordt door middel van arcaden van de zijschepen gescheiden. De muuropbouw wordt in drie zones verdeeld: de met arcaden verbonden pijlers, de triforium-blindnissen met maaswerk en de lichtbeuk. Het kerkschip wordt onderbroken door het transept en vindt voortzetting in een drieschepige koor. Via een omgang, dat zich aan het koor aansluit, kunnen andere ruimten worden bereikt.
De kerk is opgetrokken van tufsteen, voor architectonische elementen als pijlers, arcadebogen, ribben, consolekapitelen en pijlerschachten is rode zandsteen gebruikt. 

## Inrichting
De moderne inrichting werd in het jaar 1978 gemaakt door Egino Weiner. Het betreft het altaar, ambo, de sedilia en de altaarkandelaren. Het motief van de wijnstok komt steeds weer terug. De medaillons die de sedilia sieren, stellen scènes uit het Oude Testament voor. Andere scènes komen voort uit het Nieuwe Testament.
De kerkvensters werden vervaardigd door Jochem Poensgen. Ze hebben de volgende motieven: 
- Linker koorvenster: Paradijsboom, Agnus Dei.
- Rechter koorvenster: Boom der kennis van goed en kwaad met Adam en Eva, boom van het kruis met Maria, de hand Gods.
- Vensters van de sacristie: Heiligenvoorstellingen.
- Misdienaarssacristie: Motiev van de drie jongelingen in de vuuroven.

Over het rechter zijschip komt men bij de rechter koorkapel, waar een Madonna staat. Aan het rechter zijschip bevindt zich eveneens de dodenkapel, met een engel van Kurt Zimmermann (1910–1956). De vensters van de kapel hebben als thema de Levensboom van Jochem Poensgen. Verder zijn in het rechter zijschip een beeldengroep van Jezus en Johannes te zien (een kopie van een origineel uit Oberschwaben uit circa 1320) en een Mariabeeld als sedes sapientiae.
Over het linker zijschip bereikt men de linker koorkapel, waar Christus Salvator van Otto Bussmann valt te zien. Voorts is er de kruisweg van Johannes Grüger (1906–1992), een reliëf van Jozes met Kind van Fritz Peretti en de doopkapel met een doopvont uit de tijd dat de kerk gebouwd werd. De koperen deksel van het doopvont met motieven als een hinde, de ark van Noach, vissen en het scheepje van Petrus is van latere datum. In de doopkapel bevinden zich een paaskandelaar van P. Walter Schulten (1920–1993) en vensters van Toni Tünnerhoff.
De beelddecoratie aan de zuilen stellen de portretten van de deugden voor. Dit heeft te maken met het feit dat de kerk ook als garnizoenskerk diende. Het beeld aan de orgelgalerij stelt koning David voor.

## Orgel
Het orgel werd in 1986 door de orgelbouwer Klaus Becker (Kupfermühle) gebouwd. Het sleepladen-instrument heeft 48 registers verdeeld over drie manualen en pedaal. De speeltracturen zijn mechanisch en de registertracturen zijn elektrisch.